# Emiko Queen
Emiko Queen es una superheroína que aparece en los cómics estadounidenses publicados por DC Comics. El personaje fue creado por el escritor Jeff Lemire y el artista Andrea Sorrentino y debutó en Green Arrow, vol. 5 #18 (marzo de 2013). Ella es la media hermana paterna más joven y compañera de Green Arrow. Emiko se ha asociado con el manto de Green Arrow, pero se la conoce más comúnmente como la segunda Red Arrow.
Emiko Queen aparece en Arrow, interpretada por Sea Shimooka.

## Historial de publicaciones
Emiko debutó en Green Arrow, Vol. 5 #18 (Marzo 2013) de The New 52, escrito por Jeff Lemire y diseñado por el artista Andrea Sorrentino. El personaje fue creado como un paralelo a Thea Queen, un personaje original de Arrowverso y la media hermana materna más joven de Oliver Queen de la serie Arrow de The CW.
Si bien Emiko originalmente se dirige a sí misma como la nueva Green Arrow antes de unirse a la cruzada de su hermano, no es hasta más tarde durante DC Rebirth que, después de su aparente traición, Emiko regresaría y tomaría su propio nombre en clave como Red Arrow, uno que anteriormente tenía Roy Harper. durante su membresía en la Liga de la Justicia en la era Pre-Flashpoint.

## Biografía ficticia

### The New 52
Emiko es la media hermana paterna de Oliver Queen/Green Arrow, que es la hija ilegítima de su padre Robert Queen y la asesina Shado. Mantenida en secreto de la familia Queen por su madre, cuando era una niña, Emiko fue secuestrada por Simon Lacroix/Komodo, el ex socio de Robert. Él la crio como una asesina, creyendo que él era su padre. Tras su debut, Emiko observa cómo Komodo mata al asociado de Green Arrow, Jax Jackson, y luego informa que su otra rehén, Naomi Singh, había logrado localizar dónde se encuentra actualmente Oliver Queen. Más tarde, ella conoce a Green Arrow cuando decide ayudar a proteger a su padre. Más tarde, después de que Green Arrow rescata a Shado del Conde Vértigo, ella le confirma que Emiko es su hija con su padre Robert.
Emiko luego aparece durante la historia de la Guerra de los Forasteros donde, al escuchar que Shado acompaña a Green Arrow, le preguntó a Komodo si era cierto que su madre todavía está viva y está molesta por haberle mentido, pero él la engaña para que piense que Green Arrow y Shado solo vienen para alejarla de él. Más tarde, después de que Robert Queen resultó herido durante su persecución, Emiko comienza a darse cuenta de la verdad de que ella es en realidad su hija, algo que Shado confirma, a lo que Emiko, enojada, se venga matando a Komodo. Al rechazar su puesto para convertirse en el jefe del Clan Flecha de los Forasteros, Oliver ofrece que sacará a Emiko de todo esto para un nuevo comienzo, a lo que Shado accede, ya que es su elección.
Emiko decide seguir a su hermano de regreso a Seattle cuando reconoce que, a diferencia del resto, su hermano nunca le había mentido a ella y cuando es atacado por los Longbow Hunters, ella se presenta como Green Arrow.

### DC: Renacimiento
En 2016, DC Comics implementó otro relanzamiento de sus libros llamado "DC: Renacimiento", que restauró su continuidad a una forma muy similar a la anterior a "The New 52". Junto con su medio hermano mayor, Oliver, se infiltró en los muelles para rescatar a los niños secuestrados. Canario Negro apareció para ayudarlos y Emiko reveló que era fan de Canario Negro. Luego, los tres regresaron al apartamento de Oliver y Emiko, donde Dinah pasó la noche. Más tarde ese día, Oliver y el asesino Shado, la madre de Emiko, tuvieron una pelea en el apartamento de Oliver y Oliver tomó la delantera. Oliver le ordenó a Emiko que saliera del apartamento, pero ella, para sorpresa de Oliver, le disparó una flecha en la espalda. Emiko le dijo a Shado que había esperado mucho tiempo a que llegara su madre. Juntos subieron a un bote, se llevaron el cuerpo de Oliver y se alejaron de la bahía de Seattle hacia el océano. Cuando estaban en medio de la nada, arrojaron el cuerpo de Oliver por encima de la barandilla, en lo profundo del océano. Luego viajaron a la base construida sobre el agua llamada Infierno, donde operaban los maestros de Shado, la organización criminal llamada Noveno Círculo. Después de que Oliver resultó estar vivo, Emiko llevó a cabo un plan para que el Noveno Círculo capturara a Dinah, para evitar que persiguieran a su madre, que había caído en malos términos con la organización después de su fallido asesinato de Oliver. Atrajeron a Dinah al Infierno donde Emiko logró capturarla. Cuando se suponía que Emiko y Shado iban a matar a Dinah, ella la rescató y reveló que había sido una agente doble todo el tiempo. Momentos después conoció a Oliver, quien se había infiltrado en el Infierno, y le dijo que había estado tratando de ayudarlo todo el tiempo. Ella había deslizado una baliza de búsqueda en su bolsillo cuando lo arrojó al océano, ayudando así a Henry Fyff a localizar a Oliver. También se había puesto en contacto de forma anónima con John Diggle y le había revelado en secreto la ubicación del Infierno a Oliver. Furiosa por la traición de su hija, Shado tomó a Emiko como rehén y la llevó con ella en un helicóptero cuando el Infierno explotó. Emiko regresó a Seattle, ahora con el nombre de Red Arrow, y salvó a Oliver, Canario Negro y al Departamento de Policía de Seattle de Scott Notting y Vice Squad. Más tarde ella se convierte en miembro de los Jóvenes Titanes.

### La Nueva Edad Dorada
En las páginas de "La Nueva Edad Dorada", Emiko se entera de la visita de su hermano y Roy Harper a la Edad Dorada y cómo él era parte de los Siete Soldados de la Victoria y la pérdida del compañero de Crimson Avenger, Wing. Luego son visitados por la versión de Jill Carlyle de Crimson Avenger, quien afirma que Lee Travis necesita su ayuda. Cuando los Siete Soldados de la Victoria sobrevivientes se reúnen en Myrtle Beach, Jill lleva a Green Arrow, Shining Knight y Vigilante a la misión mientras deja atrás a Red Arrow y Stargirl debido a que son demasiado jóvenes para la misión. Red Arrow descubre que los adultos van tras Clock King. Más tarde esa noche, Red Arrow y Stargirl encuentran a los adultos luchando contra Clock King en el naufragio en el que murió Lee. Después de que Clock King fuera derrotado y finalmente se encontrara el cuerpo de Lee en el pasado, Red Arrow estuvo entre los que asistieron a su funeral. Más tarde esa noche, Red Arrow visita a Stargirl y le informa que tiene una pista sobre dónde está Wing.
Red Arrow y Stargirl visitan la casa de Dan Dunbar y descubren que ha estado investigando dónde han desaparecido los Niños Perdidos. Usando un bote para llegar al Triángulo del Diablo donde Dan Dunbar fue visto por última vez, Red Arrow y Stargirl terminan naufragando en una isla donde Red Arrow es secuestrada por los robots con forma de huevo llamados Child Collectors. Cuando está encerrada en una celda, Red Arrow se encuentra con Childminder y también descubre que su prisionera vecina es Boom, la hija de Flash. Como Childminder está usando Boom y la cinta de correr a la que está encadenada para alimentar el dispositivo Time Warp, Red Arrow le aconseja que lo sobrecargue. Después de que Boom crea con éxito un estampido sónico, procede a liberar a Red Arrow, ya que también liberan a Sparky, Pinky the Whiz Kid, Secret y Dan the Dyna-Mite. Cuando Red Arrow y aquellos con ella se encuentran con Stargirl y aquellos que no fueron "anidados" por los Child Collectors, Childminder llega donde el androide Hourman somete a todos menos a Stargirl. Mientras afirma que Red Arrow es un niño perdido, el androide Hourman afirma que está tratando de salvarlos de la "destrucción completa". Cuando llega el maestro del androide Hourman en la forma de un adulto Corky Baxter llamado Time Master, Emiko ayuda a luchar contra los Child Collectors. Cuando el androide Hourman reprogramado lleva a los Niños Perdidos a la época de Stargirl, Emiko y Courtney se unen a los Siete Soldados de la Victoria para recordar el sacrificio de Wing.

## Poderes y habilidades
Bajo la tutela de Simon Lacroix, Emiko se convirtió en una hábil arquera y una luchadora disciplinada. Ella tiene el poder de ser bastante peligrosa y potencialmente asesina.

## En otros medios
Emiko Queen aparece en Arrow, interpretada por Sea Shimooka. Esta versión es la hija adulta de Robert Queen y Kazumi Adachi y el líder de la organización terrorista, el Noveno Círculo, que la reclutó y entrenó después de que Robert la abandonara. A lo largo de la séptima temporada, busca destruir el legado de Robert y vengarse de su hijo y su medio hermano, Oliver Queen. En busca de esto, inicialmente opera como Green Arrow y ayuda al Team Arrow a proteger Star City mientras Oliver es encarcelado antes de que sus verdaderas lealtades y objetivos sean expuestos. Después de no poder destruir Star City, el consejo del Noveno Círculo la traiciona y ella es herida de muerte. Antes de morir, se reconcilia con Oliver. Después de que Oliver se sacrifique para salvar el multiverso y debido a los cambios realizados durante los eventos del crossover, "Crisis on Infinite Earths", Emiko resucitó fuera de la pantalla a partir del final de la serie "Fadeout", durante el cual asiste al funeral de Oliver y es bienvenida a la familia Queen.